# Bergerbrühl
Bergerbrühl ist ein Wohnplatz in der bergischen Großstadt Solingen.

## Geographie
Bergerbrühl liegt unmittelbar nordöstlich von Untenflachsberg im Tal des Nümmener Bachs im Solinger Stadtteil Gräfrath. Unmittelbar westlich liegt der ehemals Tummelhaus genannte Wohnplatz an der oberen Nümmener Straße. An Bergerbrühl vorbei führt die ehemalige Bahntrasse der sogenannten Korkenzieherbahn, die heute als Wanderweg genutzte Korkenziehertrasse, die bei Bergerbrühl mithilfe einer Leichtmetallbrücke über die Bundesstraße 224 geführt wird. Ein in Bergerbrühl befindlicher, großer Industriekomplex wird heute hauptsächlich von dem Unternehmen Hywema Hebebühnen genutzt.

## Etymologie
Die Ortsbezeichnung -brühl kommt mehrfach in Solingen vor. Das Wort bezeichnet eine feuchte, mit Buschwerk bestandene Niederung. Im Falle von Bergerbrühl zielt dieser Begriff auf die Lage des Ortes im feuchten Nümmener Bachtal ab.

## Geschichte

### Wohnplatz
Bergerbrühl entstand in der ersten Hälfte des 19. Jahrhunderts an der Provinzialstraße Essen–Solingen von Vohwinkel über Gräfrath nach Solingen, der späteren Bundesstraße 224, und gehörte zu dieser Zeit zur Bürgermeisterei Gräfrath. In der Topographischen Aufnahme der Rheinlande von 1824 ist der Ort noch nicht verzeichnet, er erscheint aber in der Preußischen Uraufnahme von 1843 als Bergerbröl benannt. In der Topographischen Karte des Regierungsbezirks Düsseldorf von 1871 ist der Ort hingegen nicht verzeichnet. In der Preußischen Neuaufnahme von 1893 ist der Ort als 
Der Ort wird in der amtlichen Liste der Wohnplätze des Regierungsbezirks Düsseldorf, veröffentlicht im Jahrgang 1850 des Amtsblatts der Regierung zu Düsseldorf, als Wirthshaus aufgelistet. Die Gemeinde- und Gutbezirksstatistik der Rheinprovinz führt den Ort 1871 mit sechs Wohnhäusern und 44 Einwohnern auf. Im Gemeindelexikon für die Provinz Rheinland werden 1885 sieben Wohnhäuser mit 64 Einwohnern angegeben. 1895 besitzt der Ortsteil neun Wohnhäuser mit 70 Einwohnern, 1905 werden zwölf Wohnhäuser und 126 Einwohner angegeben.
Im Jahre 1887 wurde am Ort vorbei die Bahnstrecke Solingen–Wuppertal-Vohwinkel trassiert. Sie querte die heutige Wuppertaler Straße dort mithilfe einer massiven Eisenbahnbrücke. Mit der Städtevereinigung zu Groß-Solingen im Jahre 1929 wurde Bergerbrühl ein Ortsteil Solingens.
Nach Stilllegung der Bahnstrecke wurde auch die Brücke über die Wuppertaler Straße am Bergerbrühl abgerissen. In der Schlussphase des Umbaus der ehemaligen Bahntrasse zum Radwanderweg Mitte der 2000er Jahre wurde deshalb eine neue Brücke zur Querung der Straße nötig. Eine mit Spenden finanzierte Leichtmetallbrücke konnte schließlich im August 2007 eingeweiht werden. Die Ortsbezeichnung Bergerbrühl ist heute nicht mehr im Stadtplan verzeichnet, eine dort befindliche Bushaltestelle der Oberleitungsbuslinie 683 der Stadtwerke Solingen trägt jedoch den Namen des Ortes.

### Pränafa-Werke
Ab der zweiten Hälfte des 19. Jahrhunderts siedelten sich in der Stadt Gräfrath einige Industriebetriebe an, dies allerdings vorwiegend in den Außenbezirken der Stadt an der Foche (Gottlieb Hammesfahr), am Flachsberg (Dr. Hillers) oder am Piepersberg (Weberei Niepmann). Auf einem Grundstück zwischen Bergerbrühl und Ziegelfeld wurde zu Beginn des 20. Jahrhunderts die Präzisionsnabenfabrik („Pränafa“) von Karl Engels ansässig (Lage). Das Unternehmen nutzte dabei die Nähe zum Bahnhof Gräfrath und verfügte über einen eigenen Gleisanschluss. Produziert wurden neben Naben für die Fahrradindustrie später unter anderem auch Schermaschinen. Während der NS-Zeit wurden in den Pränafa-Werken 336 Zwangsarbeiter beschäftigt.
In den 1950er Jahren wurde das Unternehmen durch die 1922 gegründete Solinger Maschinenfabrik Josef Schwahlen übernommen, die unter dem Markennamen „Hywema“ firmierte. Am ehemaligen Pränafa-Standort am Bergerbrühl produziert Hywema heute hauptsächlich Hebebühnen und andere hydraulische Werkzeuge.

## Persönlichkeiten
In Bergerbrühl wurde der Schriftsteller und Journalist Walther Schulte vom Brühl geboren. Sein Geburtshaus, das 1824 errichtete, verschieferte Fachwerkhaus Wuppertaler Straße 124, steht heute unter Denkmalschutz. Eine kleine Verbindungsstraße zwischen der Wuppertaler und der Nümmener Straße am Bergerbrühl trägt den Namen Schulte vom Brühl in Gedenken an den dort geborenen Schriftsteller.